# Municipio El Llano
Koordinaten: 21° 55′ N, 101° 58′ W
El Llano ist der Name eines der elf Municipios des mexikanischen Bundesstaats Aguascalientes. Verwaltungssitz und größter Ort des Municipios ist Palo Alto. Das Municipio hat 18.828 Einwohner (2010) und bedeckt eine Fläche von 511,5 km².

## Geographie
Das Municipio El Llano liegt im Osten des Bundesstaats Aguascalientes auf einer Höhe zwischen 2000 m und 2500 m. Es zählt zur Gänze zur physiographischen Provinz der Sierra Madre Occidental. Das Municipio liegt im Einzugsgebiet des Río Lerma und entwässert damit in den Pazifik. Die Geologie des Municipios setzt sich aus 49,6 % Alluvionen, 36,8 % Sedimentgestein und 13,6 % Extrusivgestein zusammen; Bodentyp von 32,3 % des Municipios ist der Durisol bei 27,5 % Regosol und 27,1 % Phaeozem. Etwa 70 % der Gemeindefläche dienen dem Ackerbau, etwa 25 % als Weideland.
Das Municipio El Llano grenzt an die Municipios Aguascalientes und Asientos sowie an den Bundesstaat Jalisco.

## Bevölkerung
Beim Zensus 2010 wurden im Municipio 18.828 Menschen in 4154 Wohneinheiten gezählt. Davon wurden 25 Personen als Sprecher einer indigenen Sprache registriert. Etwa 5,7 % der Bevölkerung waren Analphabeten. 5849 Einwohner wurden als Erwerbspersonen registriert, wovon ca. 77 % Männer bzw. etwa 6,6 % arbeitslos waren. Fast zehn Prozent der Bevölkerung lebten in extremer Armut.

## Orte
Das Municipio El Llano umfasst 157 bewohnte localidades, von denen lediglich der Hauptort vom INEGI als urban klassifiziert ist. Vier Orte wiesen beim Zensus 2010 eine Einwohnerzahl von über 1000 auf, weitere 14 Orte hatten zumindest 200 Einwohner. Die größten Orte sind:
| Ort                                | Einwohner |
| Palo Alto                          | 5399      |
| Los Conos                          | 1108      |
| Ojo de Agua de Crucitas            | 1078      |
| Santa Rosa (El Huizache)           | 1050      |
| La Luz                             | 0870      |
| El Novillo                         | 0865      |
| Licenciado Jesús Terán (El Muerto) | 0783      |
| Francisco Sarabia (La Reforma)     | 0625      |
| Montoya                            | 0613      |
| El Retoño                          | 0591      |